# Sturnira parvidens
Sturnira parvidens — вид листоносих кажанів, поширених у Мексиці та Центральній Америці.

## Опис
Sturnira poarvidens — кажан середнього розміру з довжиною голови й тіла 6–7 см і вагою 12–19 г. Особини мають довжину передпліччя приблизно 41 мм. У S. parvidens коротка широка голова з великими очима та відносно короткими округлими вухами. Він має порівняно невеликий носовий листок із овальним або ланцетним кінчиком. Нижня губа містить центральну подушечку, оточену напівкруглим рядом бородавчастих структур. Основна частина крилової перетинки тягнеться до щиколоток; у кажана немає хвоста, а лише рудиментарна хвостова перетинка. Має маленькі зуби.
Волосяний покрив товстий і м’який, може бути темно-сірим, але частіше червонуватий або жовтуватий, з чіткою жовтою плямою на плечах у самців. Шерсть на спині темно-коричнева, окремі волоски мають три-чотири кольорові смуги. Черевна шерсть блідого кольору з триколірними волосками. Обличчя коричнево-сіре.

## Ареал і середовище проживання
Sturnira parvidens трапляється в районі Сонори на північному заході та Тамауліпаса на північному сході вздовж східних і західних прибережних схилів центральної Мексики і по всій південній частині Мексики й Центральної Америки аж до північної Коста-Рики. У межах цього ареалу мешкає в широкому спектрі типів лісів, на висотах до 2000 м над рівнем моря.

## Біологія й поведінка
Кажан найчастіше зустрічається в підпокрові або підліску тропічних лісів, поблизу води або сільськогосподарських угідь. Він частіше зустрічається в нещодавно сформованих вторинних лісах і, отже, може служити корисним індикатором порушення лісу. Він ночує в дуплах дерев або подібних місцях, поодинці або невеликими групами, які зазвичай налічують не більше трьох. Харчується плодами, в основному піонерними рослинами, і є важливим розповсюджувачем насіння в деяких областях.
Самки є поліестристичними і можуть народжувати своїх єдиних дитинчат у будь-який час протягом року, хоча в деяких місцевостях може бути два або три пікові репродуктивні періоди на рік, залежно від місцевого клімату.